# Религия в Самоа
Крупнейшие религии Самоа
 Протестантизм (55 %) Католицизм (19 %) Церковь Иисуса Христа Святых последних дней (17 %) Прочие христианские течения (6 %) бахаи и Ислам и др. (3 %) атеисты (1 %)
Религия в Самоа — совокупность религиозных верований, присущих народам Самоа. Большинство населения христиане. По данным международного отчета о свободе вероисповедания за 2010 год, христиане составляют 98 процентов всего населения. По состоянию на 2016 год протестанты составляют — 54,9 % католики — 18,8 %, последователи Церкви Иисуса Христа Святых последних дней — 16,9 %, прочие христианские течения 6,4 %, другие религии в том числе бахаи и мусульмане — 2,9 %, не верующие — 0,2 %. 
Конституция и другие законы и политика защищают свободу вероисповедания. Конституция предусматривает право выбирать, исповедовать и изменять религию по своему выбору.

## Христианство
Доля конгрегационалистов — 31,5 %, католиков — 18,8 %, методистов — 13,4 %, последователей Церкви святых последних дней — 16,9 %, последователей Ассамблеи Бога — 8,0 %, адвентистов седьмого дня — 3,9 %.
Сравнение переписей 2006, 2011 и 2016 годов показывает небольшое сокращение членства в основных конфессиях и рост участия в нетрадиционных и евангелических группах.

## Другие религии
Ислам начал проникать в Самоа в конце XX — начале XXI век. По данным переписи населения, мусульмане население увеличилось с 48 или 0,03 % в 2001 году до 61 или 0,04 % в 2006 году. В 2020 году количество мусульман в Самоа составляет 73 человека, что составляет 0.04 %.
Существует мусульманская община, которая собирается в небольшой мечети.
Небольшое количество индуистов, буддистов и иудеев проживает, главным образом, в Апии. В стране находится один из семи Домов Поклонения Бахаи в мире.